# Влёра (область)
Влёра (алб. Qarku i Vlorës) — область на юго-западе Албании. Административный центр — город Влёра.

## Административное деление
До административно-территориальной реформы 2015 года в состав области входили 3 округа:
| Округ    | Административный центр | Население, чел. (2010) | Площадь, км² | Муниципалитеты |
| -------- | ---------------------- | ---------------------- | ------------ | --- |
| Дельвина | Дельвина               | 10 810                 | 348          | Delvinë, Finiq, Mesopotam, Vergo                                                                                    |
| Саранда  | Саранда                | 35 201                 | 749          | Aliko, Dhivër, Konispol, Ksamil, Livadhja, Lukovë, Markat, Sarandë, Xarrë                                           |
| Влёра    | Влёра                  | 147 411                | 1609         | Armen, Brataj, Himarë, Horë-Vranisht, Kotë, Novoselë, Orikum, Qendër, Selenicë, Sevaster, Shushicë, Vllahinë, Vlorë |

Население 175 640 чел. (2011), площадь 2706 км².
Граничит с областями:
- Гирокастра на востоке
- Фиери на севере

## Известные уроженцы и жители
- Анагности, Димитер (р. 1936) — албанский режиссёр, сценарист и оператор.
- Капо, Хюсни (1915—1979) — член Политбюро ЦК АПТ, родился в деревне Тербач, близ Влёры.
- Хадери, Шабан (1928—2010) — известный албанский скульптор-соцреалист родился в небольшом посёлке Палавли (близ Дельвины).
- Хазбиу, Кадри (1922—1983) — министр внутренних дел НРА в 1954—1980, министр обороны НСРА в 1980—1982, расстрелянный по обвинению в заговоре, родился в деревне Маврове, близ Влёры.